# Euphorbia hajhirensis
Euphorbia hajhirensis är en törelväxtart som beskrevs av Radcl.-sm.. Euphorbia hajhirensis ingår i släktet törlar, och familjen törelväxter. IUCN kategoriserar arten globalt som sårbar. Inga underarter finns listade i Catalogue of Life.